# Afrikaanse fruitmot
De Afrikaanse fruitmot (Thaumatotibia leucotreta) is een vlinder uit de familie van de bladrollers (Tortricidae).
De spanwijdte van de vlinder bedraagt tussen de 15 en 20 millimeter.

## Waardplanten
De Afrikaanse fruitmot is polyfaag en leeft van diverse fruitbomen met grote vruchten, maar ook bijvoorbeeld van mais en eik. Hij ontwikkelt zich regelmatig tot plaag in de fruitteelt, met name de citrusteelt.

## Voorkomen
De Afrikaanse fruitmot komt van nature voor in Afrika bezuiden de Sahara. Hij is echter ook aangetroffen in de Verenigde Staten en in Europa.
In Nederland en België is de soort bekend als adventief; in het klimaat hier kan de Afrikaanse fruitmot niet buiten overwinteren, want het dier kan niet tegen vorst.